# Lars Ag
Lars Elof Ag, född den 22 februari 1931 i Sankt Görans församling i Stockholm, död den 9 februari 2022 i Hedvig Eleonora distrikt i Stockholm, var en svensk ämbetsman, journalist och TV-producent.

## Biografi
Efter socionomexamen 1954 arbetade Ag mellan 1954 och 1957 som journalist på Morgon-Tidningen. Därefter var han verksam som journalist på Sveriges Radio till 1963. Ag medverkade som utrikesreporter i den första sändningen av svensk TV:s första nyhetsprogram, Aktuellt, den 2 september 1958.
Han var producent för svensk TV:s första serie med samhällsgranskande program, Strövtåg, som sändes i elva avsnitt med start den 13 januari 1958.
År 1963 blev han verkställande direktör för Örebro-Kuriren. Åren 1965–1969 arbetade han som sakkunnig på Kommunikationsdepartementet och Utbildningsdepartementet. Han var även styrelseledamot och chef för TRU, Kommittén för television och radio i utbildningen, som blev en föregångare till Utbildningsradion. Mellan 1969 och 1972 var han biträdande programdirektör i den nystartade TV-kanalen TV2.
Ag var generaldirektör för Konsumentverket 1973–1976, SMHI 1977–1986 och Byggnadsstyrelsen 1986–1992. Mellan 1992 och 1996 var han VD för Konsumentföreningen Stockholm. 
Han var även engagerad i flera olika styrelser, bland annat för Rymdstyrelsen, Konsum Stockholm, Första AP-fonden och Svenska Institutet i Rom. Som utredare var han bland annat delaktig i statliga utredningar rörande bland annat radio/TV och utbildning.
År 1962 utgav han, tillsammans med Herbert Söderström, boken Samhällskritik i radio och TV.

## Namn och privatliv
Lars Ag var son till tjänstemannen Alf Carlsson och registratorn Christina, ogift Knittweis. Namnet Ag antogs 1954 och samma år gifte han sig med psykoterapeuten Margot Wallin (1925–2013). De fick två döttrar: Lena Ag (född 1957) och Eva Ag (född 1961). Makarna Ag är begravda på Galärvarvskyrkogården i Stockholm.